# Аргентинская черепаха
Аргентинская черепаха, или чилийская черепаха (лат. Chelonoidis chilensis) — вид сухопутных черепах. Представлен двумя подвидами: Chelonoidis chilensis chilensis и Chelonoidis chilensis donosobarrosi.

## Описание

### Внешний вид
Черепаха средних размеров с длиной панциря до 25 см. Панцирь несколько сплющенный, с зазубренными щитками, его задняя часть у половозрелых животных имеет выгнутые кверху края. Верхняя челюсть клювовидная. На бёдрах могут быть небольшие шпоры. Окраска неброская, желтовато-коричневая. Самцы мельче самок, а их краевые щитки заострены сильнее. Как и у большинства сухопутных черепах, на пластроне самцов этого вида есть углубление.
Черепашата появляются на свет размером 45—47 мм и весом около 25 г.

### Распространение и среда обитания
Встречается в Аргентине, Южной Боливии и Парагвае.
Ночь и часть дня аргентинские черепахи проводят в вырытых мелких углублениях. На холодный и засушливый период они выкапывают для себя в почве глубокие укрытия.

### Питание
В основном питаются растительной пищей: фруктами, ветвями деревьев и кустарников, кактусами и травой. Могут поедать улиток, которые для них являются источником кальция и белка.

### Размножение
Спариваются в ноябре—декабре, а пик откладки яиц приходится на январь. В кладке до шести крупных яиц диаметром 3,5 и длиной 4,5 см. Длительность инкубации — около года.

## Аргентинская черепаха и человек
Численность в центральных и северных популяциях Аргентины сокращается из-за вылова с целью продажи за границу. Охраняется законом.
Вывоз аргентинской черепахи с торговыми целями из Парагвая запрещён, разрешён отлов и вывоз только для научных целей.
Из Боливии экспортируется в основном в США.

## Дополнение
Есть данные, что недавно был открыт новый вид, близкородственный аргентинской черепахе — Chelonoidis petersi. Также утверждается, что подвид Chelonoidis chilensis donosobarrosi был выделен в отдельный вид Chelonoidis donosobarrosi. Последний отличается от Chelonoidis chilensis более крупным размером и более тёмным окрасом.